# Robinson Caire
Pour les articles homonymes, voir Caire (homonymie).
Pas d'image ? Cliquez ici

a Compétitions nationales et continentales officielles uniquement.

b Matchs officiels uniquement.
Dernière mise à jour le 2 avril 2020.
Robinson Caire, né le 24 janvier 1994, est un joueur français de rugby à XV évoluant au poste d'ailier.

## Biographie
Robinson Caire fait ses débuts en Top 14 avec Grenoble en septembre 2013 sur la pelouse de Perpignan. En avril 2016, il s'engage pour deux saisons au Biarritz olympique. Après une saison, il est libéré de son contrat et se consacre à l'Equipe de France de rugby à VII.

## Carrière internationale
En 2014, il est sélectionné en équipe de France des moins de 20 ans lors du Tournoi des Six Nations.